# Witold Skrzydlewski
Witold Ryszard Skrzydlewski (ur. 5 października 1952 w Łodzi) – polski przedsiębiorca pogrzebowy, samorządowiec i działacz sportowy. Właściciel przedsiębiorstwa „H. Skrzydlewska” i klubu żużlowego Orzeł Łódź.

## Życiorys
Witold Skrzydlewski jest synem Heleny Skrzydlewskiej – założycielki pierwszej rodzinnej kwiaciarni i Ryszarda Skrzydlewskiego. Jest ojcem Joanny Skrzydlewskiej (ur. 1977) polskiej polityk oraz pisarza Witolda Adama Skrzydlewskiego (ur. 1999). Urodził się w Łodzi w swoim domu rodzinnym przy ul. S. Przybyszewskiego 204 (obecnie w tym miejscu stoi wiadukt). W młodości pierwsze pieniądze zarabiał zbierając butelki i oddając je do skupu. Ukończył Technikum Samochodowe przy ul. Prożka w Łodzi.
W 1990 przejął rodzinną kwiaciarnię, a następnie utworzył sieć kwiaciarni i poszerzył zakres oferowanych usług o działalność pogrzebową. Na nazwę firmy wybrał „H. Skrzydlewska”, nawiązując do imienia i nazwiska swojej matki, prowadzącej przez wiele lat własną kwiaciarnię. W 1994 został radnym Rady Miejskiej w Łodzi, z ramienia Unii Polityki Realnej, sympatyzował wówczas z poglądami Janusza Korwina-Mikkego. W 1998 został radnym z ramienia Unii Wolności. W latach 2006–2010, wybrany z listy Platformy Obywatelskiej (bezpartyjny), po raz trzeci pełnił funkcję radnego.
W 2001 Skrzydlewski założył klub żużlowy Orzeł Łódź, którego jest właścicielem i sponsorem. W latach 2002–2003 oraz w 2004 był prezesem Widzewa Łódź, a następnie w latach 2013–2014 członkiem rady nadzorczej klubu. Przez wiele lat zasiadał również w zarządzie klubu. W 2014, 2015 i 2016 został działaczem roku Nice Polskiej Ligi Żużla. Był prezesem Polskiej Izby Pogrzebowej. Zasiada w radzie fundacji Knight Riders oraz Serce dla Serc.
Witold Skrzydlewski jest właścicielem jednej z największych sieci kwiaciarni w Polsce i jednej z największych firm pogrzebowych w Łodzi „H. Skrzydlewska”. Jest właścicielem i honorowym prezesem KŻ Orzeł Łódź.
Wspólnie z matką organizował nieodpłatne pogrzeby żołnierzy wyklętych, w tym m.in. Aleksandra Życińskiego ps. „Wilczur”, Karola Łaniewskiego ps. „Lew”, Czesława Spadły ps. „Mały”, Józefa Figarskiego ps. „Śmiały”, sfinansował również budowę nagrobka Brajana Chlebowskiego.

## Afera „łowców skór”
W latach 90. XX skonfliktował się z łódzkim oddziałem Stowarzyszenia Przedsiębiorców Pogrzebowych oraz jego prezesem – Jackiem Tomalskim. Konflikt związany był z monopolizacją rynku usług pogrzebowych i kwiaciarni przez Skrzydlewskiego, którego firma miała swoje punkty we wszystkich Urzędach Stanu Cywilnego miasta Łodzi. W wyniku konfliktu Skrzydlewski został wykluczony ze stowarzyszenia. 10 września 2001 Jacek Tomalski zlecił zabójstwo Skrzydlewskiego. Zamach na jego życie nie doszedł do skutku, gdyż zleceniodawca opłacił policyjnego oficera o pseudonimie „Jurek Kiler” lub „Zwierzak”. Tomalski został skazany na 15 lat więzienia. Skrzydlewski po tym zdarzeniu uznał, że branżę pogrzebową należy oczyścić z działalności przekraczającej granicę prawa w związku z czym w 2002 uczestniczył w ujawnieniu afery „łowców skór”, która ujrzała światło dzienne po udzielonym przez niego wywiadzie dziennikarzom Gazety Wyborczej: Tomaszowi Patorze, Marcinowi Stelmasiakowi oraz Przemysławowi Witkowskiemu z Radia Łódź. Skrzydlewski przyznał, że uczestniczył w procederze płacenia za informacje o zgonach, oferując rodzinom zmarłych usługi pogrzebowe. W związku z aferą nie postawiono mu żadnych zarzutów. W 2008 roku powstał szwedzki film dokumentalny o aferze „łowców skór” „Necrobusiness” w reżyserii Fredrika von Krusenstjerny Skrzydlewski wystąpił w nim za 200 tys. euro, zastrzegając, że ten film ma nie być wyświetlany w Polsce.

## Odznaczenia
- Medal 600-lecia Łodzi (2023)[36].